# Natalie Krill
Pour les articles homonymes, voir Natalie et Krill.
Natalie Krill, née le 4 février 1983 dans l'Ouest canadien, est une actrice canadienne.

## Biographie
Natalie Krill est née et a grandi à Saskatchewan. Elle a les origines suédoises, estoniennes et ukrainiennes. À l’enfance, elle était passionnée par l’art, surtout grâce à sa mère. Elle a commencé à suivre les classes de danse à l’âge de 6 ans et a pratiqué le ballet, les claquettes et la danse jazz jusqu’à 18. Puis, elle a déménagé à Toronto pour lancer sa carrière d’actrice.

## Carrière
En automne de 2008, elle a incarné Lorraine Fleming dans la production de la comédie musicale 42nd Street, la pièce basée sur le film Dirty Dancing, faite par Moscou. Elle a aussi joué dans le film Hollywoodland la même année. Parmi ses autres rôles, on peut nommer celui d’ Alex Kendrick dans The Listener et Phoebe dans The Next Step : Le Studio,.

## Filmographie
- 2005 : Twitches (téléfilm) : la vendeuse
- 2006 : Hollywoodland : la femme à la caméra
- 2008 : M.V.P. (série télévisée) : Molly McBride
- 2010 : Turn the Beat Around (téléfilm) : Maeve
- 2010 : Covert Affairs (série télévisée) : Louise
- 2010 : Warehouse 13 (série télévisée) : Jenny
- 2010 : Rookie Blue (série télévisée) : Edie Larson
- 2010 : Casino Jack
- 2010 : The Ron James Show (série télévisée)
- 2011 : Good Dog (série télévisée) : la réceptionniste
- 2011 : Desperately Seeking Santa (téléfilm) : Brittany
- 2011 : Wishing Well (téléfilm) : Bonnie
- 2012 : Sunshine Sketches of a Little Town (téléfilm) : Myra Thorpe
- 2012 : Suits (série télévisée) : Sarah Hardman
- 2012 : Saving Hope (série télévisée) : Trisha
- 2013 : Make Your Move : la blogueuse
- 2013 : Satisfaction (série télévisée) : Kathy
- 2014 : Seed (série télévisée) : Susan Bechdel
- 2014 : Call It Blue (court métrage) : Ana
- 2014 : The Listener (série télévisée) : Alex Kendrick
- 2015 : After the Ball : Tannis
- 2015 : Man Seeking Woman (série télévisée) : Katie
- 2014-2015 : Remedy (série télévisée) : Natasha
- 2015 : Orphan Black (série télévisée) : Patty
- 2015 : Riftworld Chronicles (mini-série) : l'infirmière
- 2015 : Remember : la réceptionniste du Holiday Inn
- 2016 : Houdini and Doyle (mini-série) : Amelia
- 2016 : Wynonna Earp (série télévisée) : Eve / Willa Earp
- 2016 : Beauty and the Beast (série télévisée) : doctoresse Aline Paretti
- 2016 : Below Her Mouth d'April Mullen : Jasmine
- 2014-2016 : The Next Step (série télévisée) : Phoebe
- 2017 : Ransom (série télévisée) : Addison Reid
- 2017 : Le Grand jeu (Molly's Game) d'Aaron Sorkin : Winston
- 2017 : The Girlfriend Experience
- 2018 : Workin' Moms : Carly
- 2018 : Soupçon de magie (Good Witch) : Marion